# Novo Mundo
Novo Mundo – miasto i gmina w Brazylii, w stanie Mato Grosso.